# János Hrutka
János Hrutka (26 de outubro de 1974) é um ex-futebolista profissional húngaro que atuava como defensor.

## Carreira
János Hrutka representou a Seleção Húngara de Futebol nas Olimpíadas de 1996.